# Thienemannia fulvofasciata
Thienemannia fulvofasciata är en tvåvingeart som först beskrevs av Jean-Jacques Kieffer 1921.  Thienemannia fulvofasciata ingår i släktet Thienemannia och familjen fjädermyggor. Inga underarter finns listade i Catalogue of Life.